# Чемпионат Европы по хоккею с шайбой 1921
Чемпионат Европы по хоккею с шайбой 1921 года — 6-й турнир чемпионата Европы под эгидой ЛИХГ, проходивший 21 февраля 1921 года в Стокгольме, Швеция. На конгрессе, который состоялся во время Олимпийских игр в Антверпене, было доверено проведение будущего чемпионата Европы в Чехословакии. Однако, испугавшись плохой погоды, чехи предложили провести турнир в Швеции. Шведы дали согласие на проведение турнира у себя. Первоначально это соревнование должно было быть чем-то вроде чемпионата мира, так как были приглашены все участники Олимпийских игр, включая США и Канаду. Только один соперник принял приглашение — сборная Чехословакии, правопреемница сборной Богемии. Чехи не потеряли игру из-за войны, но они имели мало шансов защитить титул, так как мягкая зима дала им только четыре дня для тренировок в Праге.
Этот чемпионат свёлся к проведению одного матча 21 февраля в Стокгольме. Матч состоялся на катке под открытым небом, оснащенным искусственным освещением. Это не помешало посетить этот матч 6000 зрителей. Швеция сумела победить и завоевать свой первый титул. Эта победа дала достаточный импульс, чтобы в Швеции был введён свой национальный чемпионат.
Окончательный результат матча до сих пор остаётся спорным. Шведская федерация хоккея признаёт результат матча — 7:4. В то время как, статья в Народной чешской газете, вышедшая 18 февраля 1922 года утверждает, что по заявлением канадского (на самом деле американского) судьи матч закончился со счётом 6:4.

## Результаты
| 21 февраля 1921 | Швеция | 6 : 4 (4:1, 2:3) | Чехословакия | Олимпийский стадион, Стокгольм Зрителей: 6000 |

| Отчёт                                                          | Отчёт                                                       | Отчёт                                                          | Отчёт         | Отчёт               |
| -------------------------------------------------------------- | ----------------------------------------------------------- | -------------------------------------------------------------- | ------------- | ------------------- |
|                                                                |                                                             |                                                                |               |                     |
|                                                                | Свен Сэфвенберг                                             | Вратари                                                        | Карел Вальцер | Судья: Рауль Ле Мат |
|                                                                | Голы:                                                       |                                                                |               | Судья: Рауль Ле Мат |
| Эйнар Лунделль Эрик Бурман Георг Юханссон-Брандиус Эрик Бурман | 1 : 0 2 : 0 3 : 0 4 : 0 4 : 1 5 : 1 5 : 2 5 : 3 5 : 4 6 : 4 | Карел Пешек-Кадя Йозеф Шроубек Валентин Лоос Ярослав Йирковски |               | Судья: Рауль Ле Мат |
|                                                                |                                                             |                                                                |               | Судья: Рауль Ле Мат |
|                                                                |                                                             |                                                                |               | Судья: Рауль Ле Мат |
|                                                                |                                                             |                                                                |               | Судья: Рауль Ле Мат |
| 4 мин                                                          | Штраф                                                       | 2 мин                                                          |               | Судья: Рауль Ле Мат |
|                                                                |                                                             |                                                                |               |                     |
|                                                                |                                                             |                                                                |               |                     |

## Итоговое положение команд
| 1 | Швеция       |
| 2 | Чехословакия |

| Чемпион Европы по хоккею с шайбой 1921 |
| Швеция Первый титул                    |